# دارين وليامز
دارين وليامز (بالإنجليزية: Darren Williams)‏ (28 أبريل 1977 ميدلزبرة المملكة المتحدة - ) هو لاعب كرة قدم بريطاني يلعب كمدافع.

## وصلات خارجية
دارين وليامز على موقع قاعدة بيانات كرة القدم.إي يو (الإنجليزية)
- دارين وليامز على موقع Soccerbase.com (لاعب) (الإنجليزية)
- دارين وليامز على موقع عالم كرة القدم.نت (الإنجليزية)